# Sergio Banali
Giorgio Banali, detto Sergio (Goito, 20 ottobre 1930 – Varese, 26 luglio 2015), è stato un giornalista italiano.
Alla fine degli anni cinquanta iniziò la sua attività di giornalista a Varese come corrispondente del quotidiano l'Unità e come redattore del settimanale della Federazione comunista L'Ordine Nuovo, di cui diventò poi direttore. Dal 1961 entrò nella redazione milanese dell'Unità dove rimase per trent'anni anche come redattore capo. Alla fine degli anni ottanta fu tra i fondatori del settimanale satirico Cuore ideato da Michele Serra insieme ad altri colleghi dell'allora organo ufficiale del Partito Comunista Italiano. Fece inoltre parte della redazione di Triangolo Rosso, periodico dell'Associazione nazionale degli ex-deportati nei campi nazisti.
Tra i suoi libri Avanti Popolo. Le lotte e le speranze dei "lauradur" in un romanzo padano del 2006, dedicato alla resistenza.
Il 29 marzo 2012 a Milano ricevette la medaglia d'oro per i 50 anni di iscrizione all'Ordine dei giornalisti. Morì a Varese il 26 luglio 2015.

## Opere
- Avanti Popolo. Le lotte e le speranze dei "lauradur" in un romanzo padano, Varese, Edizioni Essezeta-Arterigere, 2006, ISBN 978-88-89666-09-8.